# Pogradec (stad)
Pogradec ([pɔgɾadɛt͡s]; bepaalde vorm: Pogradeci) is een stad (bashki) in het zuidoosten van Albanië. De stad is de voornaamste plaats aan de Albanese zijde van het Meer van Ohrid, dat op de grens met Noord-Macedonië ligt in de prefectuur Korçë. Pogradec wordt in het zuiden en westen omgeven door heuvels en telt 62.000 inwoners (2011).

## Naam
De naam is afkomstig van het Macedonische Подградец (Podgradec), gevormd uit под (pod, 'onder') en градец (gradec; afgeleid van град, grad: 'stad'), en betekent dus 'onder de kleine stad'.

### Bestuurlijke indeling
Administratieve componenten (njësitë administrative përbërëse) na de gemeentelijke herinrichting van 2015 (inwoners tijdens de census 2011 tussen haakjes):
Buçimas (15687) • Çërravë (7009) • Dardhas (2182) • Pogradec (20848) • Proptisht (4785) • Trebinjë (2481) • Udenisht (5990) • Velçan (2548).
De stad wordt verder ingedeeld in 73 plaatsen: Alarup, Bahçallëk, Baribardhë, Bishnicë, Blacë, Bletas, Buçimas, Buqez, Buzahishtë, Çërravë, Çervenakë, Çezmë e Madhe, Çezmë e Vogël, Dardhas, Derdushë, Dunicë, Gështënjas, Golik, Grabovicë, Grunjas, Guri i Bardhë, Gurras, Homçan, Homezh, Hondisht, Hoshtecë, Jollë, Kalivaç, Kodras, Kriçkovë, Laktesh, Lekas, Leshnicë, Lin, Llëngë, Losnik, Lumas, Malinë, Memlisht, Nicë, Nizhavec, Osnat, Peshkëpi, Pevelan, Piskupat, Plenisht, Pogradec, Potgozhan, Prenisht, Pretushë, Proptisht, Qershizë, Remenj, Rodokal Poshtë, Rodokal Sipër, Selcë e Poshtme, Selcë e Sipërme, Selishtë, Senishtë, Shpellë, Slabinjë, Slatinë, Somotinë, Stërkanj, Stropckë, Trebinjë, Tushemisht, Udenisht, Velçan, Vërdovë, Vërri, Zalltore, Zemcë.

## Sport
Voetbalclub KS Pogradeci promoveerde na het seizoen 2010-2011 naar de Kategoria Superiore, Albaniës hoogste klasse, maar eindigde in 2011-2012 voorlaatste, waardoor het team opnieuw degradeerde naar de Kategoria e Parë. De vereniging heeft haar thuisbasis in het Stadiumi Gjorgji Kyçyku, dat plaats biedt aan 10.000 toeschouwers.